# 558년

## 연호
- 남진(南陳) 영정(永定) 2년
- 후량(後梁) 대정(大定) 4년
- 북제(北齊) 천보(天保) 9년
- 신라(新羅) 개국(開國) 8년

## 기년
- 남진(南陳) 무제(武帝) 2년
- 북제(北齊) 문선제(文宣帝) 9년
- 북주(北周) 명제(明帝) 2년
- 신라(新羅) 진흥왕(眞興王) 19년
- 고구려(高句麗) 양원왕(陽原王) 14년
- 백제(百濟) 위덕왕(威德王) 5년